# Pierre de Beaumont
Pierre de Beaumont, né le 11 août 1910 et mort le 19 août 1995, est un  écrivain et traducteur français du XXe siècle.
Il a publié des ouvrages d'adaptation de romans en français facile pour la jeunesse ainsi que des traductions en français courant de textes bibliques pour un public très large.

## Analyse de l'œuvre
Pierre de Beaumont fait partie des pionniers en termes de traduction en langage simple de la Bible en français. En effet ses premières traductions bibliques publiées datent de 1966. Comme il le fait pour des textes adaptés en 'français facile' avec un vocabulaire très limité pour un public d'enfants, il traduit les textes grecs de la Bible en français courant.
Différentes traductions de niveau de langage adapté au public visé :
- Des traductions en français facile pour la jeunesse : nombre de mots du vocabulaire limité (moins de 700, 900 ou 1200 mots) avec des phrases courtes, simples et des temps de conjugaison élémentaires avec le présent de préférence
- Des traductions pour le plus grand nombre  avec des tournures volontairement simples et utilisant les mots des conversations courantes.

Publiée d'abord en fascicules sous le nom aujourd'hui la bible en 1970, la traduction complète de la bible en français simple est publiée en 1981 en 10 volumes plus un index.
De sa carrière de diplomate subsistent quelques publications sur la politique européenne et la Quatrième République.

## Œuvres choisies

### Adaptations et livres pédagogiques

#### Adaptations de romans classiques en français facile
- Eugénie Grandet, Honoré de Balzac, adaptation, dessins de C. Maréchal, Paris, Hatier, 1968
- Quatrevingt-treize, Victor Hugo, adaptation, Paris, Hatier, 1969
- Salammbô, Gustave Flaubert, Paris, Hatier, D.L. 1990
- Carmen, P. Mérimée, adaptation, Paris, Hatier, D.L. 1993
- Le Roman de Renard = Huli de gushi, adaptation P. de Beaumont et Liao Baocai yi / édition multilingue, Taizhang : Guangqi chubanshe , 1972[2]
- Le Roman de Renard, adaptation en français facile, Paris, Hachette, D.L.1981
- La Petite Fadette, George Sand, adaptation, Paris, Hatier, 1997
- La Tulipe noire, Alexandre Dumas, adaptation, Paris, Hatier, 1997
- Le Comte de Monte Cristo, Alexandre Dumas, adaptation, Paris, Hatier, 1998
- Le Capitaine fracasse, Théophile Gautier, adaptation, Paris, Hatier, Didier, 1991
- Aladin ou la lampe merveilleuse, adaptation en français fondamental d'après le texte arabe et les traductions de Galland et de Burton, Paris, Hachette, DL 1990
- Les Misérables 3 Tomes, Victor Hugo, adaptation en français facile, Paris, Hachette, DL 1990
- Gil Blas de Santillane, A. Lesage, adaptation en 1200 mots, illustrations de R. Mantienne, Paris, Hatier, D.L. 1989

#### Livres pédagogiques
- Les Misérables, Victor Hugo, adaptation, édition enrichie d'un dossier pédagogique de Marie-Claire Destarac, Paris, Hachette, 2003

### Traductions de la Bible
| Titre | Lieu, Éditeur      | Année |
| --- | ------------------ | ----- |
| La Parole du Christ, essai de traduction en français moderne de textes essentiels des Évangiles, en moins de 500 mots | Fayard-Mame        | 1966  |
| L'Ancien testament, essai de traduction moderne des textes essentiels aux hommes d'aujourd'hui                        | Paris, Fayard-Mame | 1967  |
| L'évangile selon Saint Jean aux hommes d'aujourd'hui                                                                  | Tours, Fayard-Mame | 1967  |
| La Bible, textes relus et contrôlés par le R.P. Stanislas Lyonnet                                                     | Paris, Fayard-Mame | 1981  |
| Les quatre évangiles pour tous                                                                                        | Paris, Fayard-Mame | 1977  |
| Le nouveau testament ou la parole et la catéchèse du Christ aux hommes d'aujourd'hui                                  | Paris Fayard-Mame  | 1973  |
| Evangile selon saint Luc, en français moderne en moins de 700 mots                                                    | Paris, Fayard-Mame | 1966  |
| Les quatre évangiles aux hommes d'aujourd'hui                                                                         | Paris, Fayard-Mame | 1968  |
| Les Actes des apôtres, en français moderne en moins de 900 mots                                                       | Paris, Fayard-Mame | 1967  |
| Lumière pour l'homme d'aujourd'hui : les 4 Évangiles, en français moderne                                             | Paris, Fayard-Mame | 1969  |
| Jésus en son temps, dans son pays, Illustrations de Bruno Rabourdin, Bible pour enfants                               | Paris, Fayard-Mame | 1991  |

### Contes et romans
- Contes africains, Livre de lectures africaines, Illustrations de Madame Tanoh, Abidjan : Ed. Africaines, 1964
- Un enfant d'Occident, 3 tomes, illustrations de Béatrice Solanet, Paris, Didier, DL 1966
- Le Cheval fou, esquisses de poésie élémentaire, Illustration de B. Solanet, Paris, Didier, DL 1965
- Le Tour de la Méditerranée par deux enfants, Illustrations de M. Abauzit, Paris, Didier, DL 1966
- À moi de jouer, histoire d'une passion sportive, Illustrations de Pierre Neveu, Paris, Didier, DL 1969

### Essais et Biographies
- Harmonisation des fiscalités européennes : l'impôt sur l'énergie, Collectif, Pierre de Beaumont, Paris, Librairie générale de droit et de jurisprudence, 1955
- La IVe République, politique intérieure et européenne, Préface de René Pleven, Bruxelles, Éditions de la librairie encyclopédique S. P. R. L. , 1960
- Napoléon dans la mémoire des hommes, Paris, Didier, 1964
- Molière : la vie et l'œuvre, Paris, Hachette, 1969
- Mahomet, fondateur de l'islam, Paris, Bayard, 1995